# Pavonia firmiflora
Pavonia firmiflora là một loài thực vật có hoa trong họ Cẩm quỳ. Loài này được Schery mô tả khoa học đầu tiên năm 1942.